# Далеко је Сунце (албум)
Далеко је Сунце је шести студијски албум српског и југословенског рок бенда Галија. Представља први део трилогије која се састоји од овог албума, албума Корак до слободе и албума Историја, ти и ја.
Албум је концертно промовисан у Дому омладине у Београду и у Нишу у Музичком клубу 81, Тим концертима Галија је обележила десет година рада.

## Концепт
У време снимања албума Далеко је Сунце, Галија је отпочела сарадњу са флаутистом Батом Златковићем и текстописцем Радоманом Кањевцем. Кањевац је изнео идеју о трилогији која би се бавила проблемима Југославије у транзицији. Као резултат настали су албуми Далеко је Сунце, Корак до слободе и Историја, ти и ја, са којима је Галија достигла врхунац популарности. Први албум трилогије насловљен је по роману Добрице Ћосића, док су саме песме назване по делима писаца Бранка Ћопића, Ива Андрића, Лазе Лазаревића и Алексе Шантића.

## Цензура
Песма "Зебре и бизони", која се бави се енигмом Титове резиденције на Брионима, требало је да буде избачена са албума. Уредништво ПГП РТБ напослетку пристаје да је објави, али њени стихови нису одштампани на унутрашњем омоту албума.
На албуму је требало да се нађу и песме "Право славље" и "На Дрини ћуприја", али је уредништво то забранило. Ове нумере објављене су тек 1991. године у оквиру компилације Ни рат ни мир (Одломци из трилогије), као и на синглу који је група поклањала посетиоцима концерта одржаног децембра исте године у Центру "Сава".

## Омот албума
Омот албума дизајнирао је Слободан Каштаварац, а на његовој насловници је фотографија заласка сунца над Светом гором, коју је начинио Данко Ђурић. На полеђини се налази фотографија неба изнад манастира Хиландар, коју је такође начинио Ђурић.

## Списак песама
На албуму се налазе следеће песме:

## Чланови групе
- Ненад Милосављевић
- Предраг Милосављевић
- Жан Жак Роскам
- Бата Златковић
- Зоран Радосављевић
- Бобан Павловић

## Гостујући музичари на албуму
- Корнелије Ковач
- Ивица Вдовић
- Саша Локнер
- Ненад Стефановић
- Фејат Сејдић